# Volvo Financial Services
Volvo Financial Services Aktiebolag är ett dotterbolag till Aktiebolaget Volvo och har hand om koncernens relationer till återförsäljare och finansieringar vid köp och försäkringar för slutkunder.